# Сегюр-ле-Вилла
Сегю́р-ле-Вилла́ (фр. Ségur-les-Villas, окс. Ségur les Villas) — коммуна во Франции, находится в регионе Овернь. Департамент — Канталь. Входит в состав кантона Алланш. Округ коммуны — Сен-Флур.
Код INSEE коммуны — 15225.
Коммуна расположена приблизительно в 410 км к югу от Парижа, в 70 км южнее Клермон-Феррана, в 45 км к северо-востоку от Орийака.

## Население
Население коммуны на 2008 год составляло 225 человек.
| 1962 | 1968 | 1975 | 1982 | 1990 | 1999 | 2008 |
| ---- | ---- | ---- | ---- | ---- | ---- | ---- |
| 470  | 529  | 434  | 404  | 318  | 270  | 225  |

## Экономика

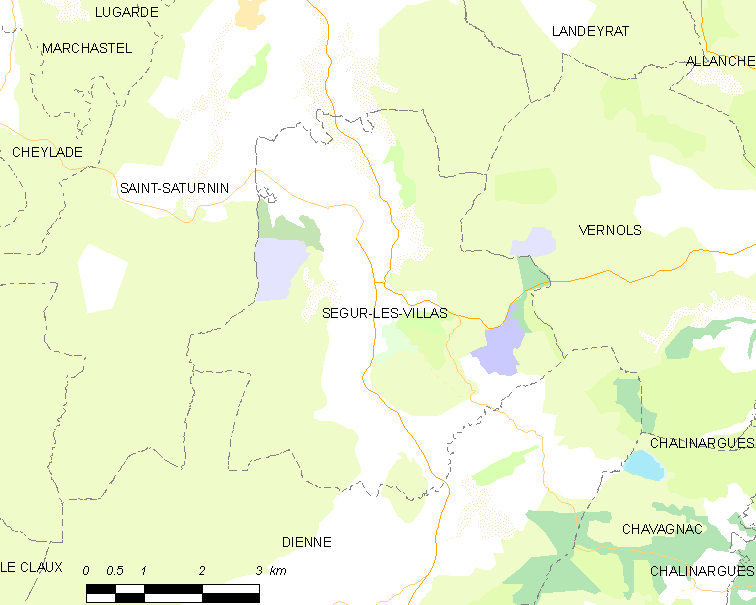
Карта коммуны

В 2007 году среди 134 человек в трудоспособном возрасте (15—64 лет) 88 были экономически активными, 46 — неактивными (показатель активности — 65,7 %, в 1999 году было 62,8 %). Из 88 активных работали 80 человек (49 мужчин и 31 женщина), безработных было 8 (4 мужчины и 4 женщины). Среди 46 неактивных 4 человека были учениками или студентами, 22 — пенсионерами, 20 были неактивными по другим причинам.

## Достопримечательности
- Фонтан 1872 года. Памятник истории с 1992 года[3]
- Замок Ла-Ревель
- Замок Рошвьей
- Замок Валентин